# Catalanoïta
La catalanoïta és un mineral de la classe dels fosfats que fou descobert el 2002 a la Puna de la província de Salta, a l'Argentina. Presenta la novetat d'ésser el primer fosfat de sodi catalogat d'origen evaporític. És present a les crostes superficials de carbonat de sodi de llacunes salades.
El nom de la catalanoïta prové de l'homenatge al geòleg i economista argentí Luciano R. Catalano (1890 - 1970) que fou pioner de l'estudi dels salars andins i de les seves roques evaporites.
El mineral fou aprovat per la IMA (International Mineralogical Association) amb el codi 2002-008.
Segons la classificació de Nickel-Strunz, la catalanoïta pertany a «02.CJ: Fosfats sense anions addicionals, amb H₂O, només amb cations de mida gran» juntament amb els següents minerals: stercorita, mundrabillaita, swaknoita, nabafita, nastrofita, haidingerita, vladimirita, ferrarisita, machatschkiïta, faunouxita, rauenthalita, brockita, grayita, rhabdofana-(Ce), rhabdofana-(La), rhabdofana-(Nd), tristramita, smirnovskita, ardealita, brushita, churchita-(Y), farmacolita, churchita-(Nd), mcnearita, dorfmanita, sincosita, bariosincosita, guerinita i ningyoïta.